# Inmigración venezolana en Perú
La inmigración venezolana en Perú hace referencia al movimiento migratorio desde Venezuela hacia Perú, ambas naciones ubicadas en América del Sur.
Según últimos reportes publicados por ACNUR , en el Perú habría más 1,5 millones de ciudadanos venezolanos, convirtiendo al país en el segundo con más inmigrantes venezolanos en el mundo, solo después de Colombia, siendo esta la ola migratoria más grande del siglo XXI en el Perú. En la actualidad, los venezolanos constituyen la comunidad extranjera más numerosa en el Perú.
En Lima se concentra más del 80 % de los inmigrantes venezolanos en el Perú, convirtiéndola en la ciudad con más venezolanos en todo el mundo fuera de Venezuela. Se estima que Lima concentra 1 millón 100 mil venezolanos y, si estuviera la ciudad dentro de Venezuela, sería la quinta con mayor población de venezolanos. Otras ciudades del país con población venezolana significativa se ubican en la costa norte (Trujillo, Piura, Chiclayo y Chimbote); la región amazónica (Pucallpa, Moyobamba, Tarapoto e Iquitos); la sierra central (Huancayo, Huánuco y Ayacucho); y la zona sur del país (Arequipa, Cusco, Tacna e Ica). La mayoría de venezolanos que emigra hacia el Perú está compuesta por jóvenes en edad de trabajar (entre 18 y 39 años) y escoge a Lima como su ciudad de residencia (65 % del total). No obstante, también ha empezado a vivir en otras capitales de provincia como Trujillo (8 %), Piura (3 %) y Arequipa (3 %), según un reciente informe elaborado por la Organización Internacional para las Migraciones (OIM).En el departamento de Piura hay aproximados 25 mil venezolanos por ejemplo, mientras que en el departamento de La Libertad hay aproximadamente 200 mil inmigrantes venezolanos entre legales e ilegales .

## Demografía
El área de Lima Metropolitana (Lima y Callao) concentra el 86.6 % de los venezolanos en el Perú. Otras ciudades del Perú con población venezolana significativa se ubican en la costa norte (Trujillo, Piura, Chiclayo y Chimbote); la región amazónica (Puerto Maldonado, Moyobamba, Tarapoto, Pucallpa e Iquitos); la sierra central (Huánuco, Huancayo y Cuzco); y la zona sur del País (Arequipa, Ica y Tacna). En esta última ciudad (Tacna) habita un grupo importante de venezolanos que se dirige hacia otros países andinos como Chile y Bolivia, o que han sido rechazados para ingresar al territorio chileno por sus autoridades migratorias. En Arequipa (Inei), estimó que la población de venezolanos superó los 36 mil hasta 2021. Esta cifra supone un aumento notable, ya que en el sondeo realizado en 2018, es decir hace cinco años, apenas llegaban a los seis mil. En 2022 los venezolanos están presentes en 17 de las 24 regiones del país.

### Inmigración venezolana en Perú según los censos
Según el último censo nacional realizado en 2017, se demostraba que en el Perú vivían durante ese año unos 47 481 venezolanos.

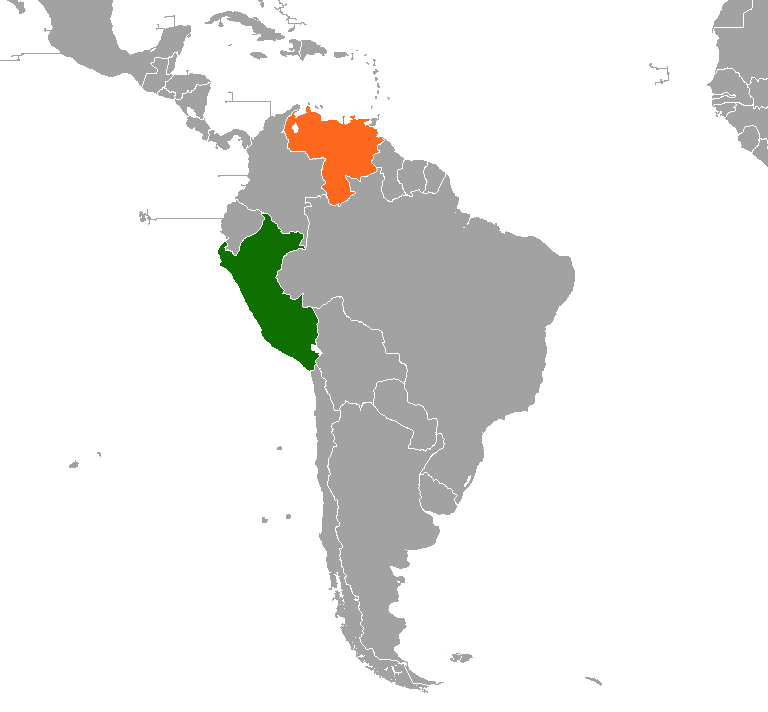
Perú y Venezuela en el mapa de Sudamérica

| Venezolanos viviendo en Perú | Venezolanos viviendo en Perú | Venezolanos viviendo en Perú | Venezolanos viviendo en Perú | Venezolanos viviendo en Perú |
| Año                          | Venezolanos en Perú          | Variación Intercensal        | Censo de población           | Ref.                         |
| ---------------------------- | ---------------------------- | ---------------------------- | ---------------------------- | ---------------------------- |
| 1993                         | 1 489 venezolanos            | Sin cambios                  | Censo peruano de 1993        | [ 21 ]                       |
| 2007                         | 2 924 venezolanos            | 96,3%                        | Censo peruano de 2007        | [ 22 ]                       |
| 2017                         | 47 481 venezolanos           | 1623,8%                      | Censo peruano de 2017        | [ 23 ]                       |

### Según departamento
| Cantidad de venezolanos viviendo en Perú distribuidos por departamentos según el censo peruano de población de 2017 | Cantidad de venezolanos viviendo en Perú distribuidos por departamentos según el censo peruano de población de 2017 | Cantidad de venezolanos viviendo en Perú distribuidos por departamentos según el censo peruano de población de 2017 | Cantidad de venezolanos viviendo en Perú distribuidos por departamentos según el censo peruano de población de 2017 |
| Puesto | Departamento | Censo Peruano de 2017                                                                                               | Porcentaje |
| --- | --- | --- | --- |
| 1° | Lima | 37 695 | 79,38 % |
| 2° | Callao | 3 973 | 8,36 % |
| 3° | La Libertad | 1 325 | 2,79 % |
| 4° | Arequipa | 945 | 1,99 % |
| 5° | Áncash | 553 | 1,16 % |
| 6° | Piura | 504 | 1,06 % |
| 7° | Ica | 496 | 1,04 % |
| 8° | Lambayeque | 453 | 0,95 % |
| 9° | Junín | 261 | 0,54 % |
| 10° | Cusco | 232 | 0,48 % |
| 11° | Tacna | 179 | 0,37 % |
| 12° | Tumbes | 179 | 0,37 % |
| 13° | Cajamarca | 102 | 0,21 % |
| 14° | San Martín | 98 | 0,20 % |
| 15° | Moquegua | 84 | 0,17 % |
| 16° | Huánuco | 81 | 0,17 % |
| 17° | Apurímac | 60 | 0,12 % |
| 18° | Ayacucho | 59 | 0,12 % |
| 19° | Loreto | 45 | 0,09 % |
| 20° | Ucayali | 45 | 0,09 % |
| 21° | Puno | 44 | 0,09 % |
| 22° | Amazonas | 26 | 0,05 % |
| 23° | Pasco | 23 | 0,04 % |
| 24° | Madre de Dios | 16 | 0,03 % |
| 25° | Huancavelica | 3 | 0,00 % |
| TOTAL VENEZOLANOS · EN Perú                                                                                         | TOTAL VENEZOLANOS · EN Perú                                                                                         | 47 481 | 100 % |
| Fuente: Instituto Nacional de Estadística e Informática (INEI)                                                      | | | |

### Distribución censal por Distritos de Lima

Los resultados del censo peruano de 2017 demuestran que de todos los venezolanos que han emigrado al Perú, por lo menos alrededor de un 79 % se encuentran viviendo solamente en el Departamento de Lima.

| Cantidad de venezolanos viviendo en Lima distribuidos por distritos según el censo peruano de población de 2017 | Cantidad de venezolanos viviendo en Lima distribuidos por distritos según el censo peruano de población de 2017 | Cantidad de venezolanos viviendo en Lima distribuidos por distritos según el censo peruano de población de 2017 | Cantidad de venezolanos viviendo en Lima distribuidos por distritos según el censo peruano de población de 2017 |
| Puesto | Distritos de Lima                                                                                               | Censo Peruano de 2017                                                                                           | Porcentaje |
| --- | --- | --- | --- |
| 1° | San Martín de Porres                                                                                            | 3 828 | 10,15 % |
| 2° | Santiago de Surco                                                                                               | 2 868 | 7,60 % |
| 3° | Los Olivos | 2 631 | 6,97 % |
| 4° | San Juan de Lurigancho                                                                                          | 2 154 | 5,71 % |
| 5° | San Miguel | 1 977 | 5,24 % |
| 6° | Chorrillos | 1 949 | 5,17 % |
| 7° | Comas | 1 886 | 5,00 % |
| 8° | San Juan de Miraflores                                                                                          | 1 717 | 4,55 % |
| 9° | Miraflores | 1 631 | 4,32 % |
| 10° | Ate-Vitarte | 1 365 | 3,62 % |
| 11° | Lima | 1 270 | 3,36 % |
| 12° | Surquillo | 985 | 2,61 % |
| 13° | La Victoria | 903 | 2,39 % |
| 14° | Santa Anita | 876 | 2,32 % |
| 15° | El Agustino | 841 | 2,23 % |
| 16° | Independencia                                                                                                   | 755 | 2,00 % |
| 17° | Magdalena del Mar                                                                                               | 707 | 1,87 % |
| 18° | San Borja | 684 | 1,81 % |
| 19° | San Isidro | 675 | 1,79 % |
| 20° | La Molina | 672 | 1,78 % |
| 21° | Villa María del Triunfo                                                                                         | 670 | 1,77 % |
| 22° | Rímac | 659 | 1,74 % |
| 23° | Breña | 651 | 1,72 % |
| 24° | Villa El Salvador                                                                                               | 629 | 1,66 % |
| 25° | Pueblo Libre | 546 | 1,44 % |
| 26° | Carabayllo | 523 | 1,38 % |
| 27° | Puente Piedra                                                                                                   | 474 | 1,25 % |
| 28° | Lince | 446 | 1,18 % |
| 29° | Jesús María | 417 | 1,10 % |
| 30° | San Luis | 375 | 0,99 % |
| 31° | Barranco | 364 | 0,96 % |
| 32° | Lurigancho | 338 | 0,89 % |
| 33° | Lurín | 214 | 0,56 % |
| 34° | Chaclacayo | 150 | 0,39 % |
| 35° | Ancón | 71 | 0,18 % |
| 36° | Pachacámac | 63 | 0,16 % |
| 37° | Punta Hermosa                                                                                                   | 60 | 0,15 % |
| 38° | Punta Negra | 32 | 0,08 % |
| 39° | San Bartolo | 25 | 0,06 % |
| 40° | Santa Rosa | 22 | 0,05 % |
| 41° | Cieneguilla | 14 | 0,03 % |
| 42° | Pucusana | 13 | 0,03 % |
| 43° | Santa María del Mar                                                                                             | 6 | 0,01 % |
| - | Provincias de Lima                                                                                              | 559 | 1,48 % |
| TOTAL VENEZOLANOS EN Departamento de Lima                                                                       | TOTAL VENEZOLANOS EN Departamento de Lima                                                                       | 37 695 | 100 % |
| Fuente: Instituto Nacional de Estadística e Informática (INEI)                                                  | | | |

### Estimaciones
| Inmigración venezolana en Perú desde 2000 | Inmigración venezolana en Perú desde 2000 | Inmigración venezolana en Perú desde 2000 |
| Año                                       | Residentes venezolanos                    | Fuente                                    |
| ----------------------------------------- | ----------------------------------------- | ----------------------------------------- |
| 2000                                      | 700                                       | [ 24 ]                                    |
| 2010                                      | 1 270                                     | [ 25 ]                                    |
| 2011                                      | 1 425                                     | [ 26 ]                                    |
| 2012                                      | 1 794                                     | [ 25 ]                                    |
| 2013                                      | 2 020                                     | [ 26 ]                                    |
| 2014                                      | 2 473                                     | [ 26 ]                                    |
| 2015                                      | 4 700                                     | [ 26 ]                                    |
| 2016                                      | 27 000                                    | [ 26 ]                                    |
| 2017                                      | 33 255                                    | [ 27 ]                                    |
| 2018                                      | 702 991                                   | [ 28 ]                                    |
| 2019                                      | 863 613                                   | [ 29 ]                                    |
| 2020                                      | 1 043 000                                 | [ 30 ]                                    |
| 2021                                      | 1 286 464                                 | [ 31 ]                                    |
| 2022                                      | 1 490 673                                 | [ 32 ]                                    |
| 2023                                      | 1 542 004                                 | [ 33 ]                                    |
| 2024                                      | 1 662 889                                 | [ 34 ]                                    |

### Concentración de venezolanos en Lima Metropolitana
El mayor número se encuentra en Lima Norte, llegando al 10,9 % en Los Olivos, 8,9 % en San Martín de Porres y 4,1 % en Independencia; seguidos por La Victoria (8,7 %), Santiago de Surco (5,5 %), San Juan de Miraflores (5,2 %), Chorrillos (4,9 %), San Juan de Lurigancho (4,8 %) y El Agustino (4,3 %). El resto de venezolanos (42 %) en la capital se encuentra distribuido en los demás distritos de Lima y Callao de manera homogénea.

### Barrio chamo
En el distrito limeño de San Juan de Lurigancho se comenzó a gestar, debido a la masiva llegada de ciudadanos venezolanos, el primer barrio de la colectividad venezolana en el Perú, denominado coloquialmente como el «barrio chamo», que en el español venezolano quiere decir «muchacho».

### Estado y la migración
Gobernantes, así como instituciones internacionales han destacado el esfuerzo realizado para acoger la ola migratoria venezolana, José Iván Dávalos jefe de la Misión de la Organización Internacional para las Migraciones manifestó que «Perú ha sido muy generoso con el permiso temporal de permanencia (PTP), que posibilitó el ingreso de muchas personas». Además el Estado Peruano ha canalizado la ayuda de donaciones para los grupos vulnerables que lo necesiten.
En el ámbito legal aparte de los permisos especiales en 2017 entró en vigor el Decreto Legislativo 1350, un conjunto de leyes que intentan favorecer la permanencia y la armoniosa convivencia en la sociedad.

### Nacionalidad
Un total de 3,407 personas nacidas en países de los cinco continentes obtuvieron la nacionalidad peruana por matrimonio con un connacional, desde diciembre de 2016, Los nuevos ciudadanos peruanos provienen de distintas partes del mundo. De América, en su mayoría proceden de Venezuela y otros países cercanos.

### Política Migratoria Nacional

#### Ley de Extranjería de 1991
De acuerdo con la normativa peruana las Leyes de Extranjería y de Nacionalidad (Decreto Legislativo 703-1991) eran las principales normas en que se sustenta la política migratoria interna. Ambos documentos constituyeron los principales instrumentos que regularon el ingreso, permanencia, residencia, salida, reingreso y control de extranjeros en el territorio peruano, así como el establecimiento de sanciones en caso de incumplimiento. Dicha Ley de Extranjería nunca fue reglamentada. Por esta razón su texto único de procedimientos administrativos y sus directivas internas, establecían los trámites, procedimientos y servicios a seguir.
Esta norma señalaba que las personas extranjeras tienen los mismos derechos y obligaciones que los nacionales, con las excepciones previstas en la Constitución y la ley, siempre que éstas tengan una permanencia o residencia legal en el país. De igual forma, señalaba sus obligaciones, entre otras, el pago de las tasas y cumplimiento de procedimientos establecidos en la norma, la inscripción en el Registro de Migraciones, entre otras.
La Defensoría del Pueblo dio a conocer la preocupante situación en la que se encontraban los migrantes en el país como consecuencia de la obsoleta Ley de Extranjería, la inadecuada aplicación del marco normativo nacional e internacional, falta de coordinación institucional e incumplimiento de resoluciones judiciales son algunos son algunos puntos que se ha podido advertir.

#### Decreto Legislativo de Migraciones 1350
Se menciona que la ley que rigió en el país durante 23 años (1991-2015) estaba plagado de requerimientos «obsoletos», que obstaculizaban la regularización de la situación legal de los extranjeros en el Perú, de este modo, tras varios años de incidencia y luego de 24 años el gobierno peruano publicó el Decreto Legislativo 1236 en octubre de 2015 que reemplaza a la obsoleta Ley de Extranjería de 1991 y este a su vez fue reemplazado al poco tiempo por el Decreto Legislativo 1350 Decreto Legislativo de Migraciones que tiene como puntos clave:
- Garantizar los derechos fundamentales de los migrantes.
- Protección a los grupos de vulnerabilidad.
- Atención a los asilados y refugiados.
- Debido procedimiento para los trámites migratorios regulares como el procedimiento sancionador para los irregulares.

#### Permiso Temporal de Permanencia
Es un documento emitido por La Superintendencia Nacional de Migraciones que les permite a los ciudadanos venezolanos, regularizar su situación migratoria y desarrollar actividades en el marco de la legislación peruana, por un plazo de un año a partir de la fecha de su emisión.
Como condiciones tiene:
- Nacionalidad Venezolana.
- Haber entrado regularmente a Perú hasta del 31 de diciembre de 2018.
- No tener antecedentes penales o judiciales a nivel nacional e internacional.

#### Calidad Migratoria Especial Residente
Es aquella condición que otorga el Estado Peruano a los ciudadanos venezolanos beneficiarios del Permiso Temporal de Permanencia (PTP) o Carné de Permiso Temporal de Permanencia (CPP), luego de cumplir un seis (6) meses de permanencia en el Perú, lo que permite obtener el Carné de Extranjería y alcanzar una calidad de residente.

## Historia migratoria

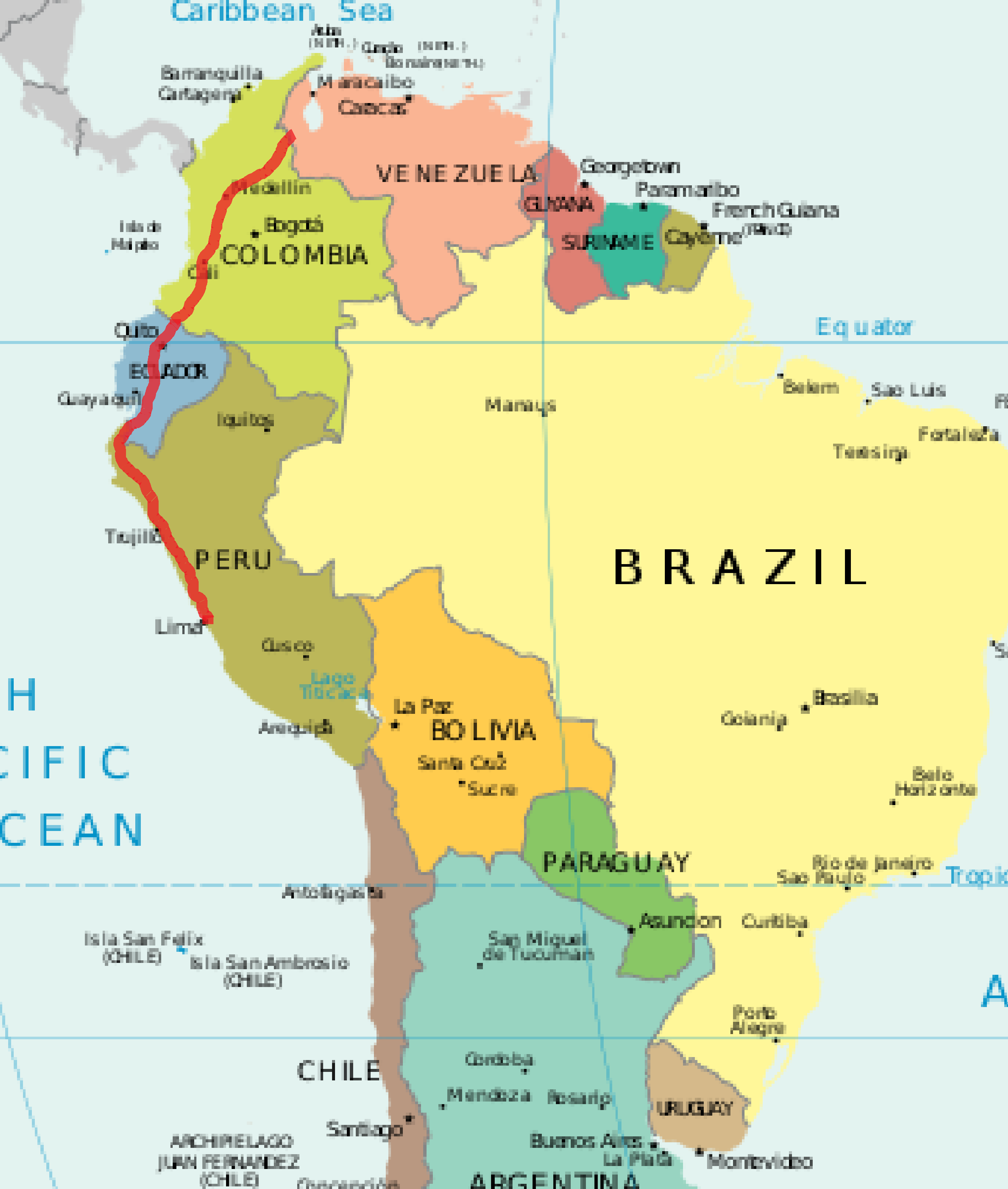
Ruta venezolana a Perú

En el período 1994-2012, los venezolanos representaban el 2.0 % de inmigrantes en el Perú, ocupando el decimocuarto puesto de residentes extranjeros en el Perú.
Entre el 2007-2016, los venezolanos con carnet de extranjería totalizaron 4190 ciudadanos, ocupando el tercer puesto con el 7,7 % de un total de 54 495 emitidos.
A partir del año 2016, Venezuela comenzó a sufrir una fuerte crisis económica, como consecuencia de factores internos y externos, como la crisis financiera de 2008, un endeudamiento externo desmesurado (una economía en Default), la caída de la producción de petróleo y una pésima gestión de gobierno. Debido a estos eventos, se produjo una aguda recesión económica en Venezuela, con una hiperinflación dando inicio a la emigración venezolana.
Debido a restricciones en la compra de dólares y escasez de divisas en Venezuela, se generó un mercado negro. La posibilidad de realizar compras de dólares y evadir el control fuera de Venezuela produjo la demanda para realizar el «turismo cambiario». En 2013, 152 mil venezolanos entraron y salieron al Perú con la condición de turistas, el doble que en el periodo 2012.
En el año 2016, más de 36 mil venezolanos entraron y salieron del Perú en calidad de turistas. Según datos del mismo año, los venezolanos residentes en el Perú representaron el 6.4 % de inmigración total siendo la sexta comunidad extranjera con 6615 ciudadanos.
En los años 2017 y 2018, se agudizó la crisis política y económica de Venezuela y generó que cientos de miles de ciudadanos migraran hacia países de la región y del mundo, entre ellos, al Perú.
En abril de 2019, un primer grupo de cincuenta venezolanos con antecedentes policiales fueron identificados y expulsados del país. Para enero de 2020 2,391 venezolanos habían sido expulsados del Perú al no contar con la documentación correspondiente o por entrar al país de manera irregular.
El 31 de agosto de 2020 según la cifra del banco mundial y distintas organizaciones la cifra de venezolanos llegó a 1 200 000 en el Perú, superando el millón de migrantes en el país, aunque según un reporte actualizado habría disminuido notablemente la cantidad de venezolanos a 1 050 000.

### Crisis migratoria

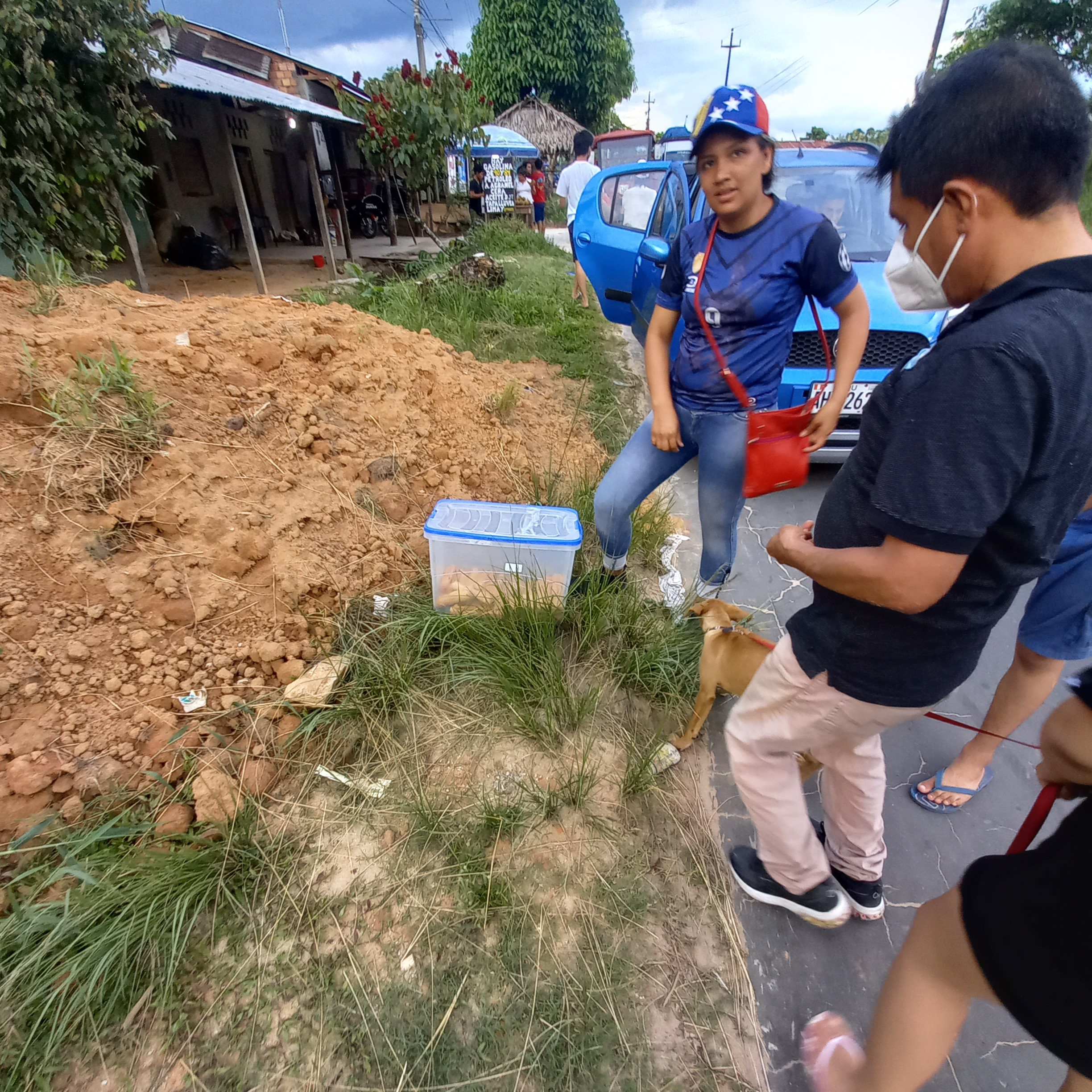
Una inmigrante venezolana vendiendo churro en la Ruta departamental LO-103, a las afueras de Iquitos.

En 2017, debido a la situación económica (Venezuela llegó a tener la mayor inflación del mundo en ese año), la crisis humanitaria y los conflictos internos en Venezuela durante el gobierno de Nicolás Maduro, originaron el éxodo masivo de venezolanos. El presidente del Perú, Pedro Pablo Kuczynski, expresó públicamente su apoyo a los inmigrantes venezolanos como ampliar el Permiso Temporal de Permanencia (PTP).
Debido a la migración masiva, las facilidades migratorias causaron polémicas y malestar en el ámbito social del país.
Al terminar el 2017, 200 mil venezolanos permanecían en el Perú de los cuales 36.000 habían recibido el Permiso Temporal de Permanencia (PTP). Por otra parte, otros 59.000 venezolanos inician su salida del Perú, como país de tránsito, rumbo a destinos como Chile, Argentina y Uruguay. Hasta el 24 de noviembre de 2018, se contabilizó en 600 mil el número de venezolanos que permanecían en el Perú. El 25 de agosto de 2018, el gobierno peruano informó que comenzaba a exigir la presentación de pasaportes a los venezolanos que ingresaran al país. Asimismo, se adelantó la fecha para acceder al Permiso Temporal de Permanencia hasta el 31 de octubre de 2018. El Gobierno declaró en emergencia a tres distritos de Tumbes «por peligro inminente de afectación a la salud y saneamiento» y el incremento de la «migración internacional proveniente del norte». Por su parte, el gobierno de Venezuela ofreció el pago de pasajes para los inmigrantes venezolanos que quieran regresar a su país.
El 5 de octubre, la jueza del Quinto Juzgado Penal de Lima, Celia San Martín Montoya, revocó la petición de exigir pasaporte, tras declarar fundado en parte el habeas corpus interpuesto por la Coordinadora Nacional de Derechos Humanos, que consideraba que no se debe impedir el tránsito a personas forzadas a huir de su país de origen. El Ministerio del Interior y Migraciones apelaron este fallo y el 11 de octubre la misma jueza dejó en suspenso la resolución que ella misma dictaminó, hasta que sea vista por una instancia superior. De esa manera, se restituyó la exigencia del pasaporte, aunque solo de manera temporal, hasta que el Poder Judicial dictamine un fallo definitivo. Sin embargo, los venezolanos que no cuentan con pasaporte continúan ingresando al Perú solicitando refugio.
El 31 de octubre de 2018, 6708 venezolanos ingresaron a territorio peruano, siendo el mayor día de ingreso de venezolanos luego de cruzar la frontera con Ecuador.
A inicios de marzo de 2019, la Superintendente Nacional de Migraciones registró a 715 mil venezolanos en el Perú, de ellos, 285.163 cuentan con el Permiso Temporal de Permanencia (PTP), 205.382 están con el proceso de trámite del PTP y 224.666 en calidad de turista. El Estado peruano anunció la solicitud de visa y pasaporte a los venezolanos que quieran ingresar a territorio peruano a partir del 15 de junio de 2019. Desde el 15 de junio de 2019 para migrar a Perú se requerida de visa especial humanitaria para ciudadanos venezolanos. El 14 de junio de 2019, se registró más de 9 mil ingresos de venezolanos al Perú, superando el récord de ingresos, en un día, registrado el 31 de octubre de 2018. A mediados de julio de 2019, alrededor de más de 850.000 migrantes venezolanos se encontraban en el país.
El 16 de junio de 2019, la Coordinadora Nacional de Derechos Humanos (CNDDHH), el Centro de Derechos Humanos de la Universidad Católica Andrés Bello de Caracas (UCAB) y la Comisión Episcopal de Acción Social de la Iglesia Católica (CEAS), interpusieron un habeas corpus contra el Ministerio de Relaciones Exteriores, el Ministerio del Interior y la Superintendencia de Migraciones, por la exigencia de visa y pasaporte. Dicho habeas corpus fue interpuesto ante la Corte Superior de Justicia de Lima, al considerar que se estaba vulnerando el derecho al libre tránsito, el derecho a recibir refugio, el derecho a la igualdad y no discriminación, y el derecho de los niños y adolescentes a la unión familiar reconocidos por la Constitución.

## Opinión pública
En una encuesta realizada en 2019, el 67% de los limeños desaprobaba la inmigración de ciudadanos venezolanos al Perú frente a un 23% que considera positiva. El aspecto negativo señala un 54% que «aumenta la delincuencia y las actividades delictivas» y 46% que «hay gente dispuesta a trabajar a menos precio» y «porque quitan puestos de trabajo a los peruanos». También en otra encuesta los datos fueron que un 44 % de la población está muy en desacuerdo o en desacuerdo con la inmigración en el país, mientras un 33% ni de acuerdo ni en desacuerdo, y solo un 17% está muy de acuerdo o de acuerdo. Por otro lado, el aspecto positivo, el 48 % indica que «nos presenta como un país solidario» y 31 % indica «porque son amables y ofrecen un buen trato».

## Mercado laboral
Entre 2018 y 2019, se incrementaron las denuncias por parte de ciudadanos venezolanos por malas prácticas laborales de sus empleadores dentro del territorio peruano, entre los que se encuentran la precarización del trabajo, con el pago mensual inferior al salario mínimo legal, la ausencia de contratos de trabajo, jornadas laborales que promedian las doce horas diarias, entre otras prácticas de explotación laboral.
En agosto de 2017, habían ingresado a Perú más de 40 000 refugiados venezolanos. A mediados de 2018, más de 400 000 venezolanos habían emigrado a Perú. En una encuesta de Naciones Unidas de 2018, el 61,9 % de los venezolanos que se mudaron a Perú trabajaban en comercio minorista, turismo o un puesto similar; El 9,4 % trabajaba en la industria y la construcción. 46 % ganaba entre 984 y 1968 soles (300-600 dólares) por mes; el 34 % ganaba entre 656 y 984 soles ($200-300) y el 11 % ganaba menos de 656 soles al mes (menos de $200). Al cierre de 2018 más de 670 000 venezolanos habían emigrado a Perú.
Hacia fines del 2018 la cuarta parte de los migrantes tenía estudios superiores completos, uno de cada cinco hombres, tres de cada diez mujeres. Uno de cada siete tenía estudios superiores incompletos. En el caso de las carreras técnicas, uno de cada cinco las había estudiado, uno de cada siete las había terminado. El 92,2 % del total de profesionales en carreras de salud refirió haber obtenido el título. No obstante, la mayoría no ha podido homologarlos, principalmente por razones económicas (cuatro de cada diez), por no conocer el procedimiento (la tercera parte), o porque no trajeron sus diplomas (uno de cada cinco). En 2019 el Instituto de Democracia y Derechos Humanos de la Pontificia Universidad Católica del Perú (Idehpucp), con el apoyo de la Fundación Panamericana para el Desarrollo (PADF), realizó una encuesta en nueve distritos de Lima a fin de conocer las condiciones de vida de la población venezolana recién llegada. Se índico que el 88% de los encuestados en marzo trabaja, y el 46% de ellos se dedica al comercio ambulante. La alta empleabilidad de esta población se explica por su edad: el 57% tiene entre 18 y 29 años y que se encontró que el 68% de encuestados envía remesas a Venezuela.
Según el Instituto Nacional de Estadística e Informática, en el 2018, 78,3 % de la población venezolana ocupada son trabajadores dependientes asalariados, es decir, empleados, obreros y trabajadores del hogar. De este total, el 11,5 % tiene contrato laboral y el 88,5 % labora sin contrato. Entre la población ocupada, el 75,5 % trabajan en pequeñas empresas de 1 a 10 trabajadores, el 19,2 % en establecimientos de 11 a 50 y el 5,3 % en empresas de 51 y más trabajadores.
Una investigación llevada a cabo en la Universidad de Lima arrojó luz sobre la situación de sobreeducación y subempleo que enfrentan los inmigrantes venezolanos en Perú. De acuerdo con los hallazgos del estudio, muchos de estos inmigrantes, a pesar de poseer experiencia laboral relevante y formación profesional, se encuentran predominantemente en empleos de carácter técnico o en posiciones que no exigen un nivel académico superior. Este fenómeno resalta las dificultades de integración laboral que enfrentan los inmigrantes venezolanos en el mercado de trabajo peruano.
El 56,7 % de la población venezolana se encuentra ocupada en la rama de Servicios, principalmente en el rubro de restaurantes y hoteles (23,8 %) y prestando servicios a terceros (8,8 %). El 21,5 % se encuentran en la actividad Comercial, el 15,0 % en Manufactura; el 6,5 % en construcción. El ingreso promedio mensual proveniente del trabajo principal y secundario de la población venezolana residente en nuestro país se ubicó en 1116 soles. Según sexo, el ingreso promedio de los hombres se situó en 1 183 soles y el de las mujeres en 1026 soles.
De acuerdo con Refugees International y el Centro para el Desarrollo Global, el 93,5 % de las personas venezolanas en edad laboral en Perú tenían trabajo antes de la pandemia, las medidas de confinamiento resultaron en una enorme pérdida de empleos. Según Acción contra el Hambre Perú, el 78 % de las personas venezolanas encuestados (2000 familias) redujeron sus porciones de alimentos y el 58 % disminuyó su número de comidas diarias en la pandemia. En febrero y marzo de 2020, aproximadamente el 29 % de las personas venezolanas encuestados habían reducido su ingesta de alimentos para hacer frente a la inseguridad alimentaria, pero en octubre y noviembre, este número alcanzó el 60 %.
El 90% de los migrantes venezolanos alquilan vivienda. De acuerdo con la Segunda Encuesta Dirigida a la Población Venezolana que Reside en el País (II ENPOVE 2022), lo que tenemos es que 63.39% viven en departamento en edificio, 1.7% en vivienda de una quinta, 33% en casa independiente, 0.57% en vivienda en casa de vecindad, y 0.3% en vivienda en casa improvisada. El alquiler es altamente informal, también más del 22% de los venezolanos en Perú, cambian de vivienda más de dos veces al año.
El embajador de Juan Guaidó en Perú, Carlos Scull, afirmó que más de 55 000 venezolanos estaban en riesgo de desalojo en abril de 2020. Otro estudio realizado por el ACNUR y Encuentros SJM encontró que solo el 7 % de las personas venezolanas encuestadas no pagó alquiler en febrero y marzo de 2020, pero en noviembre de 2020 ese número había aumentado 45 %. La evaluación de necesidades conjuntas publicada a principios de 2021 estima que 374 000 venezolanos refugiados y migrantes necesitan alojamiento en el país.
Para 2023, más de 1 millón de venezolanos pudieron regularizar su situación migratoria.
La ministra de Trabajo y Promoción del Empleo, Sylvia Cáceres, afirmó que la presencia de ciudadanos venezolanos en el Perú estaba afectando al mercado laboral. Precisó que varios trabajadores peruanos están siendo desplazados e incluso discriminados.

«La presencia de los ciudadanos extranjeros venezolanos está ejerciendo presión sobre nuestros servicios públicos y en particular al empleo hay una legitima preocupación de nuestros trabajadores por si están siendo desplazados o no en los puestos de trabajo que actualmente ocupan», señaló.
Sylvia Cáceres

## Delincuencia
Según datos proporcionados por la Dirección de investigación criminal de la Policía Nacional del Perú (Dirincri), de 2016 a mayo de 2019 se presentaron 5767 denuncias contra venezolanos, 55 % de las denuncias contra extranjeros, la mayoría por violencia familiar, delitos contra el patrimonio y por lesiones y homicidios. Para 2017, había 37 venezolanos en cárceles peruanas; para el 15 de mayo de 2019 la cifra ascendió a 364, la mitad por robo agravado. Para ese mes se desarticularon más de veinte bandas delincuenciales integradas por venezolanos, entre ellas la del Tren de Aragua. Durante una rueda de prensa realizada el 26 de mayo de 2019, el ministro del Interior Carlos Morán Soto declaró que los índices de delincuencia en Lima subieron tras la migración venezolana.
El 8 de septiembre se desarrolló el Crimen en SMP, en donde dos personas, uno peruano y otro venezolano, fueron asesinados y descuartizados por venezolanos. Las parte desmembradas se trasladaron a varios sitios de Lima.
Los venecos es una organización criminal que operaba en Perú en asuntos relacionados con la prostitución ilegal, el sicariato y otros delitos. La organización fue descubierta  cuando la Policía Nacional del Perú, investigando el asesinato del ciudadano peruano Isaac Hilario en el centro comercial Risso por algunos de los miembros de la banda criminal, intervino en un hotel del limeño Distrito de Punta Negra y capturó a 144 personas, entre venezolanos, colombianos y peruanos. El grupo de Punta Negra se componía de 80 varones y 44 mujeres, con armamento de guerra. El sitio donde fueron encontrados se llama Rojo y funcionaba como punto de reunión para planear asaltos en Lima Metropolitana.
El 21 de enero de 2020, como consecuencia de varios actos delictivos, en la gestión del General PNP ® Carlos Morán, Ministro del Interior de entonces, se creó la Brigada Especial de Investigación Contra la Criminalidad Extranjera - BEICCE, encargada de la lucha contra la criminalidad que involucre a ciudadanos extranjeros en el Perú con competencia a nivel nacional. También 17 000 venezolanos fueron detenidos por diversos delitos en Perú durante 2022. Entre ellos a Christopher Joseph Fuentes Gonzales, más conocido como 'Maldito Cris', quien mató a un sereno en el Distrito de Santiago de Surco y rápidamente su caso se convirtió en emblemático a nivel nacional. Tiempo después fue abatido en el distrito de San Martín de Porres por la PNP. De acuerdo a estadísticas de la Dirincri, de las 93 personas detenidas por extorsión, en lo que va del 2022, el 34% fueron extranjeros. La mayor parte es de nacionalidad venezolana y en menor medida, colombianos y ecuatorianos.
En 2023, una mujer fue asesinada tras ser rociada con líquido inflamable y quemada viva en la vía pública de Lima. El autor, Sergio Tarache, huyó del país y usurpó la identidad de otro venezolano fallecido en Colombia. La policía especuló con que Sergio Tarache estaría siendo protegido por una banda criminal que controlaría el flujo de transporte dentro y fuera del Callao. Al año siguiente fue capturado por las fuerzas de seguridad peruanas. Se trata de uno de los delitos que el Ministerio Público estimaba sancionar con cadena perpetua, pero no fue posible cuando fue extraditado.
En 2024, el informe «Migración e incidencia delictiva en Perú» de la OIM señaló que solo el 0.15 % de los venezolanos en Perú fueron denunciados, una cifra menor al 1.5 % de la población peruana.

## Xenofobia y discriminación
Debido principalmente al choque cultural con los inmigrantes, es que se han producido algunas situaciones de racismo y discriminación, tanto por parte de peruanos con actitudes xenofóbicas hacia inmigrantes venezolanos, especialmente de origen afrovenezolano, como también de parte de ciudadanos venezolanos hacia peruanos de origen indígena y de otras minorías étnicas del país. Asimismo, se han reportado situaciones discriminatorias aporofóbicas, debido al nivel socioeconómico de los migrantes. Según el Programa Mundial de Alimentos de 2020, aproximadamente uno de cada cuatro venezolanos o venezolanas en el Perú vive con temor de ser víctima de discriminación. Las prácticas discriminatorias se han extendido a los colegios, donde el 8.3 % de los estudiantes son víctimas de discriminación en 2022.
Varios candidatos presidenciales, incluido Daniel Salaverry, han utilizado la xenofobia como estrategia de campaña. También lo ha hecho el congresista Edwin Martínez, quien prefería que los criminales peruanos «eliminen» a los extranjeros.
En 2024, Dina Boluarte anunció varias medidas enfocadas en la supervisión de la residencia de los inmigrantes, a quienes culpó supuestamente de contribuir a la delincuencia. Los especialistas Maholy Sánchez y Gabriel Vergara calificaron dichas medidas de «discriminatorias» y «inaplicables».